# Iduronidase
Iduronidase, genauer α-L-Iduronidase (IDUA) ist der Name für das Enzym, das in vielen Säugetieren L-Iduronat von Dermatansulfat und Heparansulfat abspaltet, den Hauptbestandteilen von Fasern und Knorpelgewebe im Körper. Es ist damit unverzichtbarer Bestandteil des Reaktionswegs, der diese Stoffe im Körper abbaut. Es wird in den Lysosomen aller Zellen gebildet. Mutationen am IDUA-Gen können Mangel an diesem Enzym und so beim Menschen verschiedene Typen der Mucopolysaccharidose verursachen.

## Katalysierte Reaktion

### Beim Abbau von Dermatansulfat
IdoAβ1-3GalNAc(4S)β1-4GlcAβ1-3GalNAc(4S) + H2O → 3GalNAc(4S)β1-4GlcAβ1-3GalNAc(4S) + L-Iduronat

### Beim Abbau von Heparansulfat
IdoAβ1-4GlcN(2S)α1-4GlcA(2S)β1-4GlcNAc(6S)α1-4GlcA
 + H2O → 4GlcN(2S)α1-4GlcA(2S)β1-4GlcNAc(6S)α1-4GlcA + L-Iduronat

## Arzneimittelpräparate
Die Infusion von Iduronidase kann bestimmten Krankheitsbildern, die mit einem entsprechenden Enzymmangel verbunden sind, entgegenwirken.

### Monopräparate
Aldurazyme®, Hersteller: Genzyme